# Granada en los Juegos Olímpicos de Sídney 2000
Granada estuvo representada en los Juegos Olímpicos de Sídney 2000 por tres deportistas, dos hombres y una mujer, que compitieron en dos deportes.
La portadora de la bandera en la ceremonia de apertura fue la atleta Hazel-Ann Regis. El equipo olímpico granadino no obtuvo ninguna medalla en estos Juegos.